# Фембой
Фембой (англ.: [ˈfɛmˌbɔɪ] ( прослухати)) — термін, який описує чоловіка або хлопця, який приймає або демонструє елементи традиційно жіночої моди (стилю одягу), поведінки або зовнішності, але водночас зберігає свою чоловічу ідентичність. Фембої можуть виражати свою гендерну ідентичність через макіяж, одяг або інші аспекти, але не обов'язково є трансгендерами чи прихильниками фемінізму.

## Термін

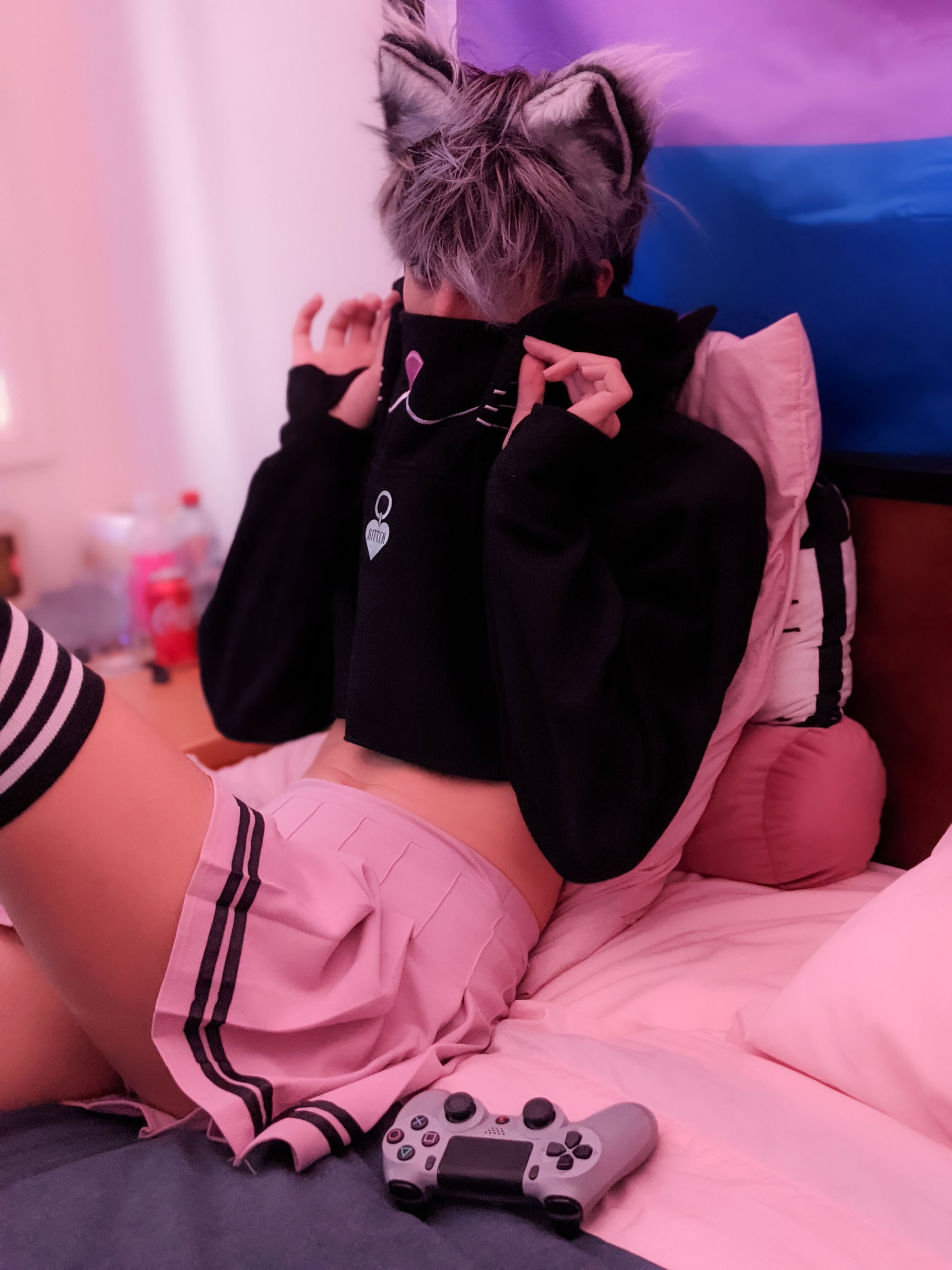
Фембой в ліжку

Термін «фембой» (англ. «femboy» або «fem boi») походить від об'єднання слів «фемінний» (feminine) і «хлопець» (boy) в англійській мові. У 1990-х цей термін використовувався як принизливий. Згодом в Інтернеті сталося переосмислення слова. З 2020-х «фембой» не є образливим та нині використовується для позначення, частіше, молодих чоловіків, які виражають себе у рисах, що вважаються фемінними. Ними можуть бути використання жіночих прикрас, одягу та макіяжу, а також прояв емоційної чутливості та вразливості.
Варто зазначити, сам термін не позначає конкретну сексуальну орієнтацію чи гендерну роль.
Термін поширився в інші країни і знайшов своє місце в інтернет-культурі, блогах та соціальних мережах, де фембої викладають свої фотографії та інформацію про своє життя.
Згідно з Dictionary.com, варіант "фембой" може стосуватися «м'яких» людей, як-от молоді трансчоловіки або маскулінні лесбійки. Спочатку термін використовувався як образа на адресу немаскулінних чоловіків; відтоді його значення змінилося, хоча він все ще може використовуватися як образа щодо трансжінок.

## Часті риси
У «списку» фембоя немає конкретних необхідних речей, однак маркетплейс Amazon за запитом «фембой» пропонує спідницю-скейтер, смугасті шкарпетки до стегна (гольфи), худі та шкіряні чокери. Також у спільноті Discord «UwU» асоціюється з фембоями, проте, на відміну від «UwU-girls», фембои не викривлюють голос, аби зробити тембр більш милим та дитячим.
У соцмережі TikTok траплялося використання образів, наприклад еротичного костюма покоївки.
Також аналіз найпопулярніших чоловіків-тіктокерів, проведений у 2022 році, виявив популярність використання зазвичай жіночих атрибутів, таких як фарбування волосся та прикраси. У дослідженні зазначається, що провідні творці контенту на платформі виявилися «доволі однорідними… майже виключно білими, підтягнутими та молодими, з ідеальною або майже ідеальною симетрією обличчя та багатим прикрашанням тіла». Відзначається, що мускулистість фембоїв відрізняє їх від просто жіночних або геїв.
Фембой може займатися кроссдрессингом — одяг, асоційований з естетикою фембоїв, включає спідниці, сукні та гольфи.

## Поширення
Культура фембоїв почала формуватися у США в 1990-х. Після того, як термін набув поширення в інтернеті, почали з'являтися спільноти фембоїв. Близько 2018 року термін «фембой» зустрічався майже виключно на сайті 4chan, особливо на форумі /lgbt/. Пізніше він став популярним на таких платформах, як Reddit і TikTok. На Reddit присутній як сексуальний, так і несексуальний контент, пов'язаний із фембоями: співтовариство r/feminineboys було створене 2012 року і до квітня 2024 року налічує 258 000 учасників; також на сайті є порнографічне співтовариство r/FemBoys, яке налічує 1 400 000 учасників. TikTok вважається платформою, що дає змогу вільно висловлювати гендерну ідентичність. Естетику фембоїв порівнюють з іконами поп-культури, як-от Гаррі Стайлс; вірусні тренди, як-от «#FemboyFriday», і меми, на кшталт «Femboy Hooters», допомогли популяризувати цю естетику. Існує неофіційний прайд-прапор фембоїв, що складається з семи горизонтальних смуг - рожевого, світло-рожевого, блакитного та білого кольорів: вони символізують жіночу естетику, жіночу поведінку, мужність і небінарні ідентичності відповідно.

## Критика
Критика фембоїв стосується різних аспектів цієї субкультури, включно з гендерною ідентичністю, естетикою та поведінкою.
Деякі критики стверджують, що фембоїв часто помилково сприймають як представників ЛГБТ-спільноти, тоді як більшість із них можуть ідентифікуватись як гетеросексуальні чоловіки. Також було висловлено думку, що фембої використовують гендерну ідентичність як засіб для привернення уваги та створення унікального образу.
У консервативних суспільствах фембої можуть зіштовхуватися із засудженням та дискримінацією. Крім того, деякі критики висловлюють думку, що фембої посилюють гендерні стереотипи про те, що чоловіки повинні виглядати та поводитися маскулінно, а жінки — фемінно. Це може створювати проблеми зі статевою рівністю та посилювати нерівності.
Серед західних позапарламентських ультраправих течій (альтернативні праві) фембої виставляються як ілюстрація конспірологічної теорії про те, що насичене ксенестрогеном рослинне молоко та олії з'явилися в результаті плану глобалістської еліти з фемінізації суспільства.
Деякі дослідники стверджують, що субкультура фембоїв розмиває межі нормативної маскулінності, розширюючи можливості білих цисгендерних чоловіків отримувати соціальні привілеї, оскільки вони отримали можливість створювати в соціальних мережах матеріали, які у культурному плані вважаються жіночними, наприклад, відео з танцями та фонограмою, та отримувати додаткові переваги, експлуатуючи свій гібридний образ, привабливий не лише з погляду маскулінності, а й з погляду особистої краси, яка раніше вважалася сферою жінок.

## Помітність
Культура фембоїв поширилася в Японії та Південній Кореї, де особливо популярна в музичній та розважальній індустрії.
У 2013 році Pornhub запровадив окрему категорію, присвячену фембоям, відтоді інтерес до цього терміну значно зріс.
Також спільнота помітна у соцмережах Reddit та TikTok. Окрім того, фембої відомі тим, що запустили гештеги #femboyfriday та #femboy. Наразі подібні теги набрали майже 150 мільйонів переглядів.

### Прапор

Пропоновані прапори фембоїв
Один з перших варіантів прапора, створений Модом Гермі 19 січня 2018 року. В ньому зелений представляє коливання маскулінності та нейтральності, і фіолетовий градієнт, що представляє різну інтенсивність фемінності та її концепції втілення.[26][27]
Відомий варіант прапору фембоїв, де синій символізує людей, які ідентифікують себе як чоловіки, рожевий — фемінність, білий — транс- та небінарних фембоїв.[27]
Інша варіація прапора створена 8 червня 2021 року користувачем Fandom під ніком ZRKMRK. В ньому рожевий та помаранчевий символізують фемінність. Водночас помаранчевий символізує інтернет-мем. Також тут зображено стилізований символ Марса (♂) та біле поле, що символізує фембоїв.[27][26]

## Ідеї
Деякі вважають, що фембої використовують елементи жіночного одягу, макіяжу та манер, щоб висловити свої ідеї про гендер і створити унікальний образ.
Субкультура фембоїв також може залучатися в політичний контекст. Так, у М'янмі фембої своїм неординарним стилем одягу і поведінки намагалися привернути увагу преси до протестів проти місцевої військової хунти.